# Joseph Janni
Joseph Janni (* 21. Mai 1916 in Mailand, Lombardei, Italien; † 29. Mai 1994 in London, England; eigentlich Giuseppe Ralph Janni) war ein britischer Filmproduzent und Drehbuchautor italienischer Herkunft.

## Biografie
Joseph Janni war das einzige Kind von Rudi Janni, einem gebürtigen Myanmaren, und Natalia Janni, einer aus Mailand stammenden Jüdin, und wuchs in Italien in jener Zeit auf, in der Benito Mussolini an die Macht kam. Nach dem Schulabschluss besuchte Janni die Polytechnische Universität Mailand, da es sein Berufsziel war, Produktionstechniker zu werden. Später wechselte er den Ausbildungszweig zu jenem des Bauingenieurs.
Als Student zeigte Janni zusehends Interesse am Film und war Mitglied einer Studentengruppe, die Amateurfilme produzierte. Zu seinen Freunden in jener Zeit, die später auch bei Film und Fernsehen Fuß fassten, zählten Renato Castellani, Luigi Comencini und Nino Rota.
Das italienische Erziehungsministerium veranstaltete jährlich einen Kontest, um den kulturellen Nachwuchs zu fördern. Eine Sparte jenes Kontests war „Film“. Ohne Geld oder Sponsoren, aber mit der Hilfe von Comencini und Rota produzierte Janni E Arrivato quel Signore (dt.: Ein Gentleman ist angekommen). Der Film, der beim Kontest des Jahres 1939 in Venedig präsentiert wurde, war ein Erfolg, gewann er doch den Scudetto D'Oro, einen Goldenen Schield. Doch die Freude war nur von kurzer Dauer, da Janni der Preis aberkannt wurde, als sich herausstellte, dass er „Halbjude“ war. Selbst als Janni 1939 sein Ingenieursstudium beendete, durfte er kein Diplom bekommen, da die italienischen Rassengesetze, die unter Benito Mussolini etabliert wurden, Juden diese Ehre untersagten.
Als die Situation für die Familie Janni immer unmenschlicher wurde, verließen sie im Spätsommer 1939 Italien in Richtung England und ließen sich in Manchester nieder. Wenige Tage später, am 1. September 1939, brach der Zweite Weltkrieg aus.
Janni, mittlerweile 23 Jahre alt, begann humorvolle Sketche und satirische Abhandlungen gegen den Faschismus und Nationalsozialismus zu verfassen, und arbeitete für das britische Informationsministerium. Über einen Freund seines Großvaters bekam er eine Anstellung bei Filmproduzent John Sutro und bekam über ihn erste Einblicke als Produzent.
Doch auch in England musste Janni Anfeindungen erdulden. Als die Alliierten auch Italien den Krieg erklärten, wurde Janni als ausländischer Feind in ein Internierungslager auf der Isle of Man interniert, und kam erst im Dezember 1940, unter anderem dank der Intervention von Sutro, wieder auf freiem Fuß.
Zurück in London begann Janni als Assistent Sutros und war 1941 mit 49th Parallel erstmals in die Produktion eines Spielfilms involviert. Nach einigen weiteren Filmen, bei denen Janni nicht im Abspann erwähnt wurde, da er oft lediglich als Produktionsassistent fungierte, gründete er 1948 seine eigene Produktionsgesellschaft, Vic Films. Mit ihr produzierte er 1949 The Glass Mountain, seinen ersten Spielfilm. Auch schrieb er das Drehbuch.
Janni produzierte insgesamt 21 Filme und wurde 1966 für Darling für den Oscar in der Kategorie Bester Film nominiert.
Er zog sich 1979 ins Privatleben zurück und starb acht Tage nach seinem 78. Geburtstag eines natürlichen Todes.

## Filmografie (Auswahl)
- 1962: Nur ein Hauch Glückseligkeit (A Kind of Loving)
- 1963: Geliebter Spinner (Billy Liar)
- 1965: Darling (Darling)
- 1966: Modesty Blaise – Die tödliche Lady (Modesty Blaise)
- 1967: Poor Cow – Geküßt und geschlagen (Poor Cow)
- 1967: Die Herrin von Thornhill (Far from the Madding Crowd)
- 1971: Sunday, Bloody Sunday (Sunday, Bloody Sunday)
- 1972: Das Lied von Mord und Totschlag (Los amigos)
- 1979: Yanks – Gestern waren wir noch Fremde (Yanks)

## Auszeichnungen
- 1966: Oscar-Nominierung, Bester Film, für: Darling (Darling)